# Hosťová
Hosťová est un village de Slovaquie situé dans la région de Nitra.

## Histoire
Première mention écrite du village en 1232.

## Démographie

### Évolution de la population
| Année:               | 1994. | 2004.   | 2014.   | 2024.    |
| -------------------- | ----- | ------- | ------- | -------- |
| Nombre de personnes: | 390   | 368     | 373     | 428      |
| Différence:          |       | -5,64 % | +1,35 % | +14,74 % |

| Année:               | 2023. | 2024.   |
| -------------------- | ----- | ------- |
| Nombre de personnes: | 433   | 428     |
| Différence:          |       | -1,15 % |